# Suchoj Su-57
Suchoj Su-57 (rusky Сухой Су-57, v kódu NATO: Felon) je jednomístný dvoumotorový proudový víceúčelový stíhací letoun se schopnostmi stealth, navržený k vybojování vzdušné převahy a k bitevním úkolům. Letoun je výsledkem projektu PAK FA (rusky ПАК ФА, Перспективный авиационный комплекс фронтовой авиации, Perspektivnij aviacionnij komplex frontovoj aviacii), což je program ruského letectva pro stíhací letoun páté generace. Původní označení firmy Suchoj pro letoun je T-50. Su-57 je zamýšlen jako nástupce letounů MiG-29 a Su-27 a měl by být prvním letounem v ruském vojenství se schopnostmi stealth. Disponovat by měl schopnostmi jako je supercruise, dále jakousi „supermanévrovatelností“ a pokročilejší avionikou, která by měla překonávat předchozí generace stíhačů, stejně jako pozemní nebo námořní obranné vybavení. I pokud budou dodrženy neustále odkládané dodávky sériově vyrobených strojů, jejich počet bude ve srovnání s již realizovanou výrobou konkurenčních strojů zaostávat o celé řády.
Prototypy a počáteční sériové stroje budou dodány s modernizovanou variantou motoru AL-31F, který používají letouny Su-27, zatímco se v současné době vyvíjí nová generace motoru. Předpokládaná životnost či délka služby strojů je 35 let. Prototyp stroje Su-57 poprvé vzlétl v lednu 2010, první sériový Su-57 převzaly Vzdušně-kosmické síly Ruské federace v prosinci 2020. Avizované dodávky strojů však nadále provází opakované odklady a problémy. Roku 2025 média informovala, že prvním zahraničním kupcem letounu je Alžírsko.

## Vývoj

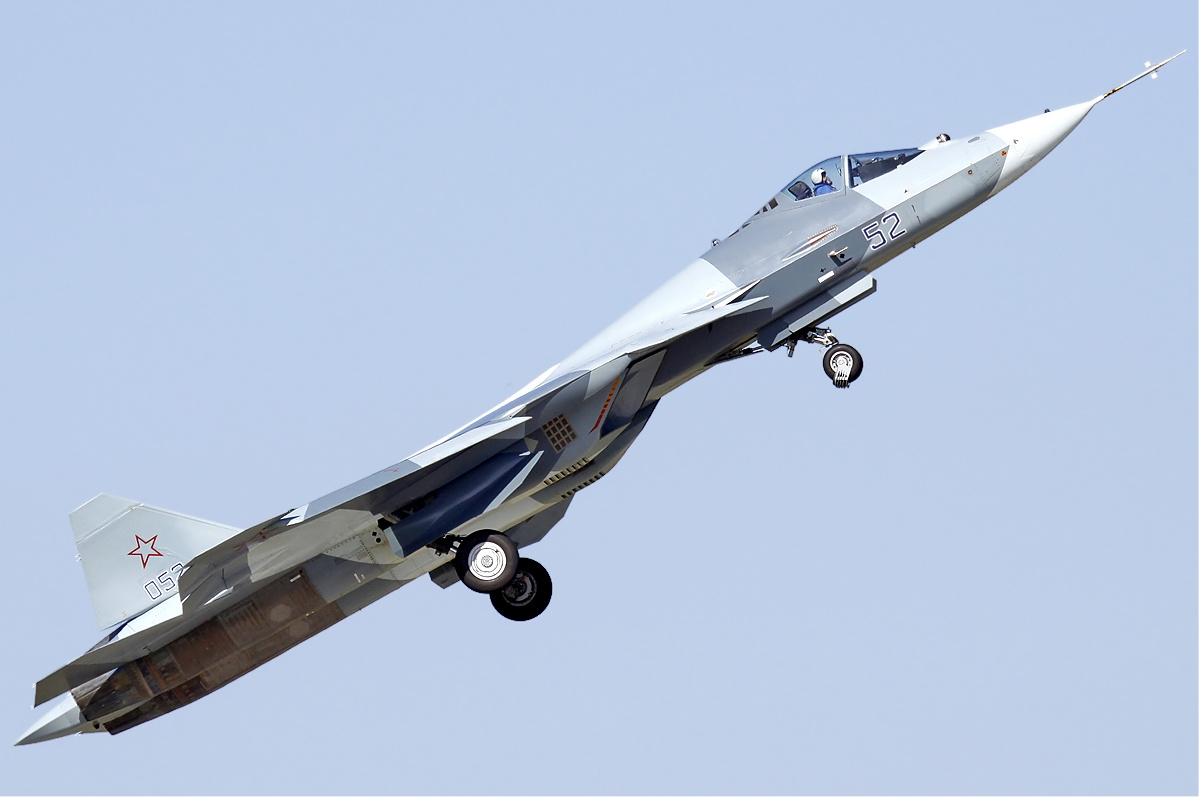
Druhý prototyp

T-50 by měl být letoun „střední třídy“ s váhou okolo 30 t (lehký PAK FA má mít 14 t). Pohánět by ho měly 2 motory typu AL-41F1 s měnitelným vektorem tahu (technologie KLIVT) a jeho rychlost by se měla pohybovat okolo 2–2,2 Ma. Motory by měly mít maximální tah 152 kN. Možné je též použití motoru R145M-300 s tahem okolo 160 kN. Palubní radar bude nově vyvíjená varianta IRBIS nebo ŽUK (N050?), se schopností sledovat 32 cílů a „pálit“ na 8. Maximální dosah 400 km, cíle Stealth do 70 km.
Letoun se vyznačuje charakteristikami stealth jako mají například F-22 a F-35. Nové druhy výzbroje – modernizované R-77 (изд. 180) a modernizované R-37 (изд. 810).
Charakteristika letounu stealth je ovšem diskutabilní. Dle dostupných zdrojů je odrazivost letounem Su-57 jen o málo lepší, než F/A-18E/F Super Hornet, který je definován jako radary obtížné zjistitelný. V praxi to tedy znamená, že zatímco současná nejvýkonnější radarová technika je schopna západní letouny F-22 a F-35 zjistit na vzdálenost cca 25–30 km, letoun Su-57 na cca 150 km (pro srovnání letoun F-15 je zjistitelný na cca 550 km, F-18 Super Hornet na 250 km). 
První vzlet prototypu byl původně oznámen v letech 2008/9. Dle posledních informací se na financování projektu budou podílet i indické firmy. První zkušební let prototypu se uskutečnil v pátek 29. ledna 2010 z letiště závodu v Komsomolsku na Amuru v délce cca 45 minut, řekla televizi Rossija mluvčí společnosti Suchoj.
Su-57 měl sloužit jako základ pro další letoun páté generace Suchoj/HAL FGFA, vyvíjený společně firmami Suchoj a Hindustan Aeronautics Limited (HAL) pro indické letectvo. V dubnu 2018 bylo ale oznámeno, že Indie z programu odchází. Po letech jednání, zpožďování a zápasení s Ruskem byla Indie pokrokem projektu zklamaná. Také schopnosti Su-57 nenaplnily očekávání, přičemž jedním z hlavních problémů je nedostatečná stealth schopnost stroje Su-57.
V červnu 2019 ruské letectvo objednalo 76 víceúčelových letadel Suchoj Su-57, s termínem dodání do roku 2028. První letoun měl být dodán do konce roku 2019, ale nakonec ho letectvo obdrželo až na konci roku 2020.

## Konstrukce

### Radarová soustava

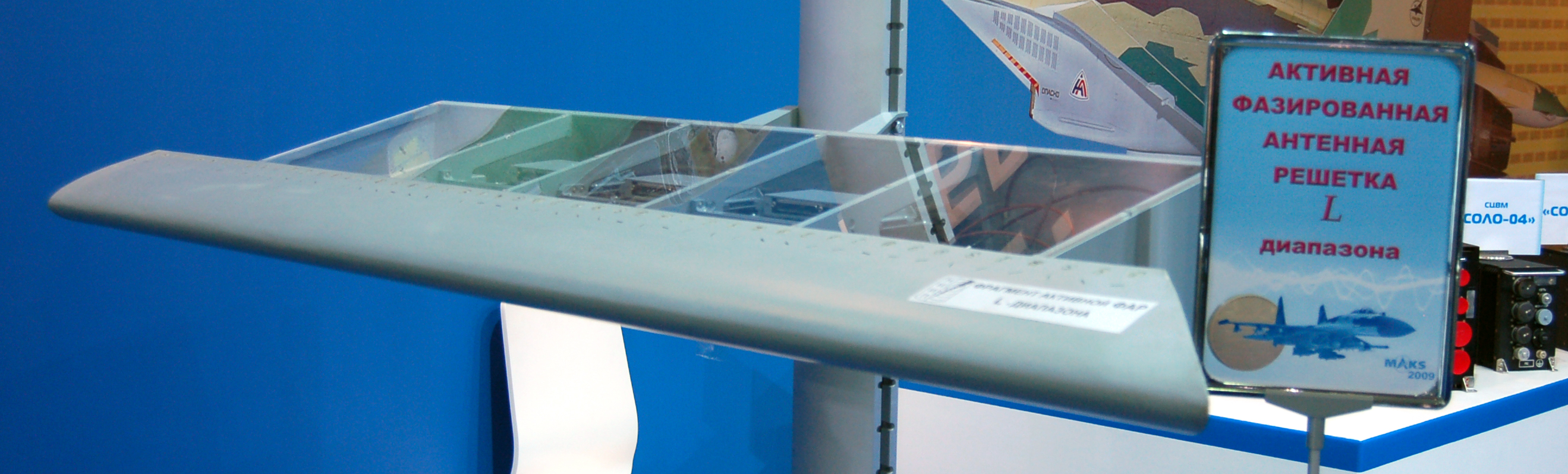
AESA radar v náběžné hraně křídla představen na airshow MAKS 2009

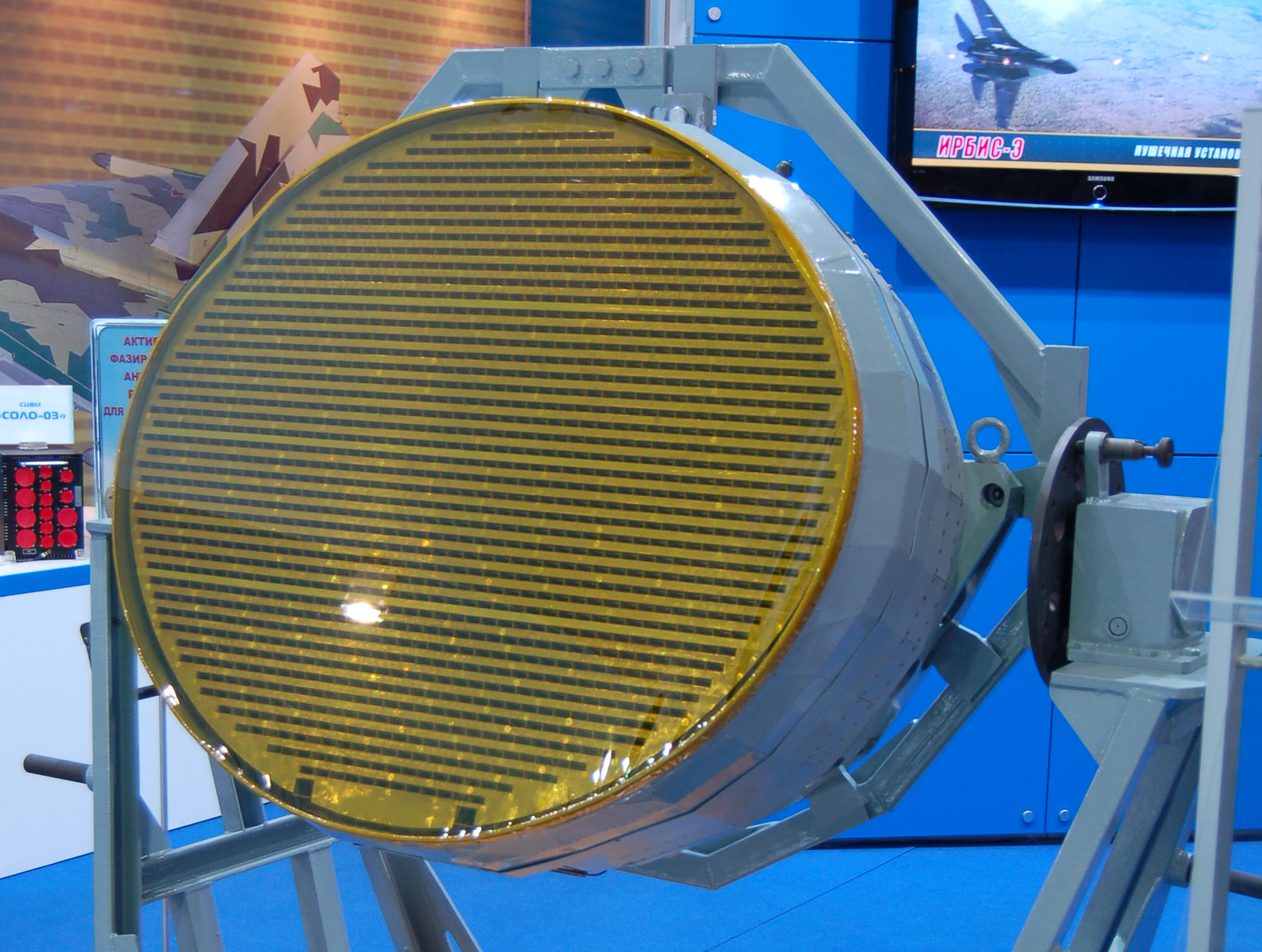
radar typu AESA určený pro Suchoj T-50 na airshow MAKS 2009

Suchoj Su-57 je vybaven unikátní radarovou soustavou S121 složenou z hlavního palubního radiolokátoru a 4 menších radiolokátorů, umístěných po bocích v přední části trupu a v náběžných hranách křídel.
Základ tohoto systému tvoří výkonný radiolokátor NIIP Otakar N050 s nepohyblivou plošnou fázovou anténou a elektronickým snímáním (AESA), který sestává z více než 1 500 samostatných přijímacích a vysílacích modulů, pracujících v kmitočtovém pásmu X (8 –12 GHz). Dokáže současně sledovat až 32 vzdušných cílů a útočit na 8 z nich. Zorný úhel tohoto radiolokátoru představuje 240 stupňů. Poprvé byl představen na airshow MAKS v roce 2009. Jedná se o druhý ruský palubní radiolokátor typu AESA (prvním byl radiolokátor Žuk-AE od společnosti Fazotron, vyvíjený pro MiG-35).
Kromě hlavního radaru je stroj vybaven dalšími 4 radary. Dva malé radary umístěné v přední části trupu slouží ke sledování situace po bocích letadla a zásadním způsobem rozšiřují zorný úhel celé radarové soustavy. Stejně jako hlavní radiolokátor jsou i tyto určeny pro kmitočtové pásmo X. Další dva radary jsou umístěny v náběžných hranách křídel. Pracují v kmitočtovém pásmu L (1–2 GHz) a slouží k detekci letadel typu stealth (s nízkou pravděpodobností odhalení).
Původně se počítalo s ještě jedním radiolokátorem pro zadní polosféru, avšak od tohoto řešení se upustilo. Hlavním důvodem byly pravděpodobně problémy s celkovou integrací a zvýšené náklady.

### Pohon

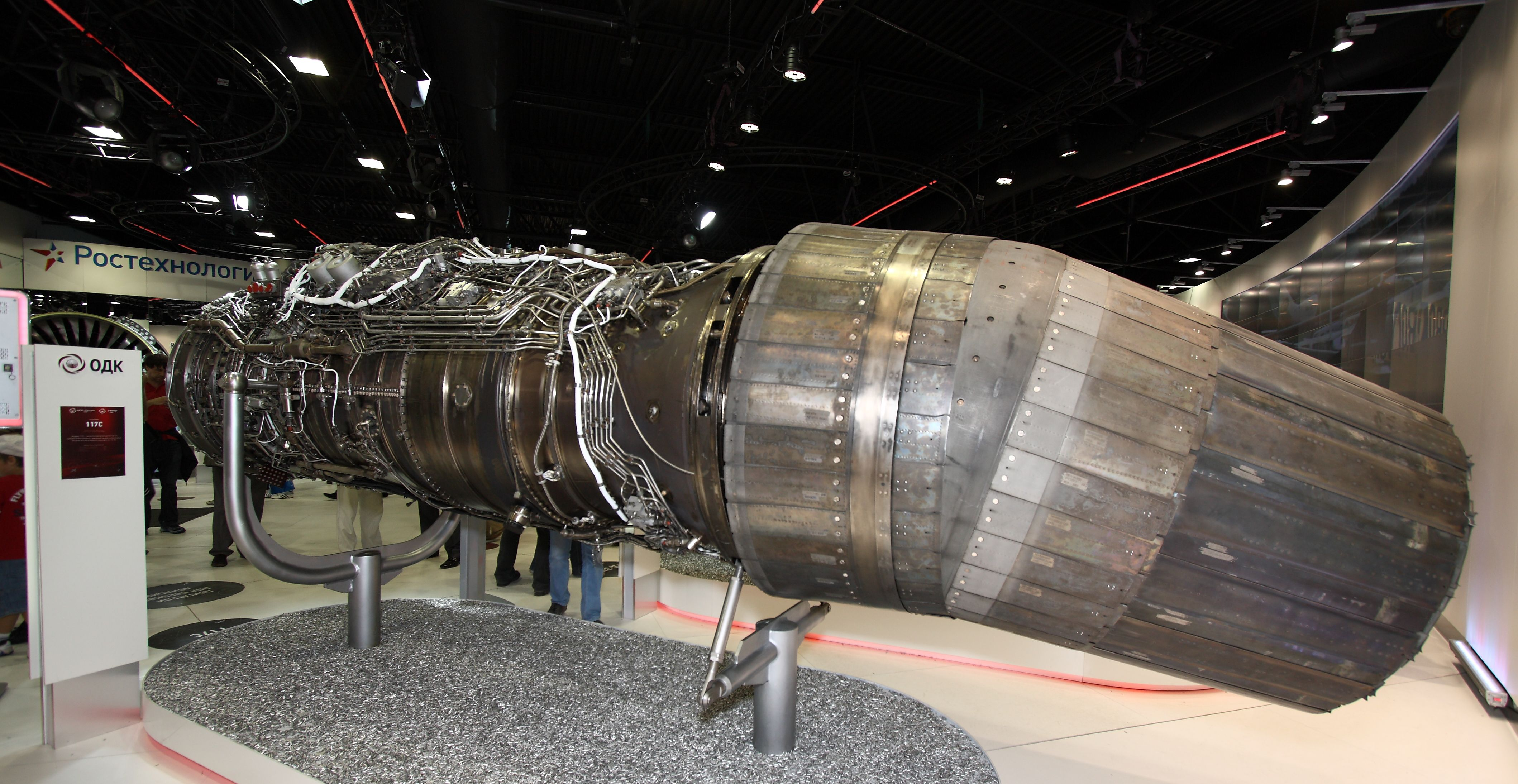
AL-41F1

O pohon letadla se starají dva nové motory 5. generace Saturn-Ljulka AL-41F1 (Izdelije 117) s měnitelným vektorem tahu, umožňující let nadzvukovou rychlostí bez přídavného spalování (tzv. supercruise). Každý motor dokáže vyvinout maximální tah 147 kN.
Vzhledem k tomu, že v době letu prvního prototypu (T-50-1) ještě nebyly tyto pohonné jednotky k dispozici, byly do tohoto letadla nainstalovány motory AL-41F1A (Izdelije 117S) s tahem 142 kN. Tyto motory jsou původně určeny pro letadla Su-35S (známé také jako Su-35BM), což jsou modernizované Su-35 s měnitelným vektorem tahu. Motor AL-41F1A je odvozen ze staršího motoru AL-31F, který pohání Su-27.
Pro sériové stroje se vyvíjí motor pod názvem (изд. 30) s výkonem 176 kN.

## Služba

### Zkoušky a testy

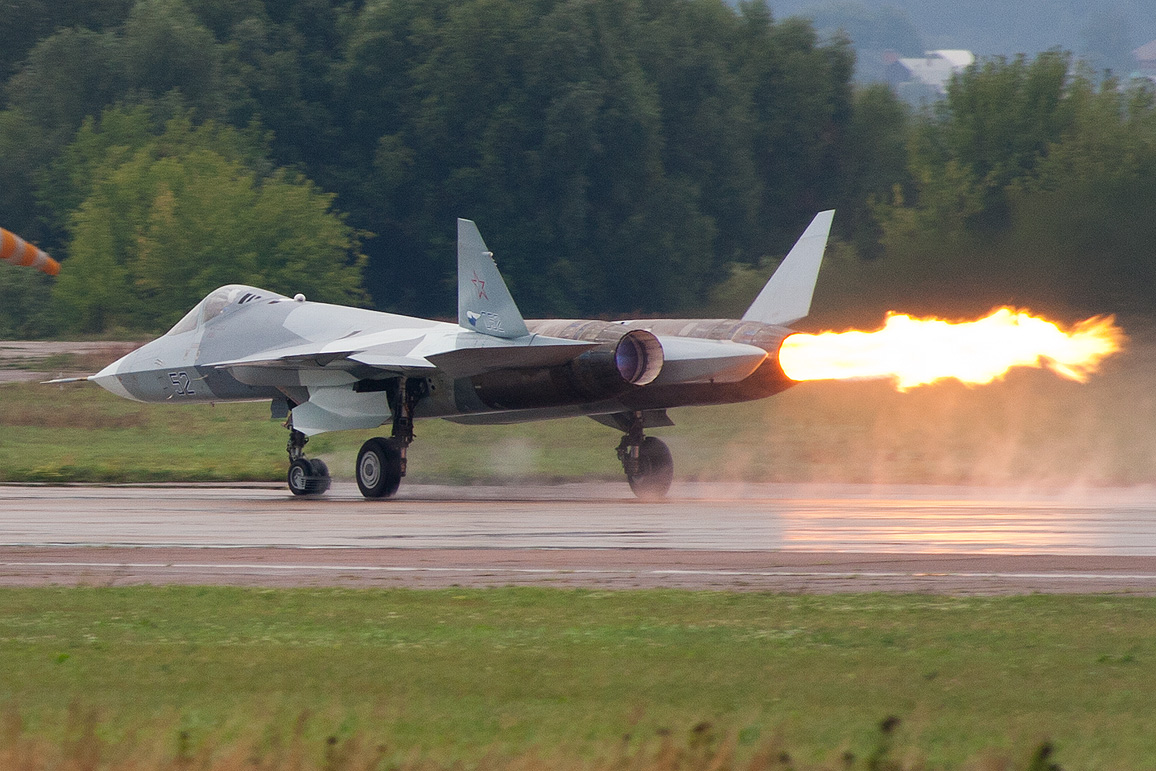
Pumpáž motoru Suchoje PAK FA na MAKS 2011

První let letadla s prototypovým označením T-50-1 se uskutečnil 29. ledna 2010 ráno v Komsomolsku v kokpitu se zkušebním pilotem Sergejem Bogdanem. Samotný let trval 47 minut. Následně dostal prototyp kamuflážní nátěr, složený z bílé barvy na centrální části trupu a řadou, doplněný o odstíny šedé na ostatních částech letadla. Druhý let prototypu v trvání 57 minut se uskutečnil 12. února 2010. Třetí let proběhl následující den. Pak bylo letadlo převezeno do oblasti Žukovskij u Moskvy. První let na nové základně se uskutečnil 29. dubna 2010. Délka letu byla 39 minut.
Druhý prototyp (T-50-2), který byl již vybaven optoelektronickým systémem, vykonal svůj první zkušební let 3. března 2011. Stejně jako u prvního prototypu se let uskutečnil z letecké základny v Komsomolsku na Amuru. Letadlo pilotoval opět Sergej Bogdan. Let trval 44 minut.
Letové zkoušky prvních dvou prototypů probíhaly v roce 2011 velmi intenzivně. 3. listopadu 2011 se uskutečnil v pořadí stý let tohoto letadla.
Třetí prototyp byl zalétán 22. listopadu 2011. Na rozdíl od prvních dvou prototypů, jejichž hlavním úkolem je testování fundamentálně nové letecké konstrukce, je třetí vybaven novou avionikou a radarovou soustavou S121 s výkonným palubním radarem, který bude testován v průběhu roku 2012. Jedná se o radar kategorie AESA.
Čtvrtý prototyp T-50-4 poprvé vzlétl 12. prosince 2012. V únoru 2013 bylo oznámeno, že v březnu téhož roku budou zahájeny státní zkoušky typu T-50. V té době mělo být k dispozici již pět prototypů.
V květnu 2014 byly ve Voroněži poprvé předvedeny prototypy letounu T-50 s podvěšenými maketami raketové výzbroje. Jednalo se o prototyp T-50-3 s maketami raket R-73 a R-77, T-50-4 s maketami R-77 a Ch-31, které provedly několik bojových manévrů během prvního dne ruského leteckého cvičení Aviadarts 2014. Při ostrých zkouškách raketové výzbroje budou nejprve testovány již existující typy řízených střel a testy nových perspektivních typů budou následovat až v dalších etapách zkoušek.
Dne 28. prosince 2014 byl na leteckou základnu v oblasti Žukovskij u Moskvy Antonovem An-124 dopraven prototyp označený jako T-50-6-2. Tento prototyp je určen speciálně na pozemní zkoušky.
Dne 15. září 2016 bylo zveřejněno video z testování 30mm kanónu 9A1-4071K (GSH-301) pro Suchoj T-50. 
Dne 18. prosince 2016 byl na letišti v ruském městě Komsomolsk na Amuru představen osmý prototyp s označením T-50-8-2, na kterém byly následně provedeny i letové testy.
Dne 20. ledna 2017 bylo s T-50 PAK FA poprvé testováno tankování paliva za letu z tankeru Il-78. 
Dne 24. dubna 2017 vzlétl osmý létající prototyp T-50-9 a v polovině května byly zveřejněny fotografie letadla během letu s přídavnými palivovými nádržemi.
Dne 10. srpna 2017 velitel ruského letectva generálplukovník Viktor Bondarev potvrdil, že letoun s továrním označením Suchoj T-50 bude zařazen do Ruského letectva jako Suchoj Su-57.

### Hodnocení syrských bojů

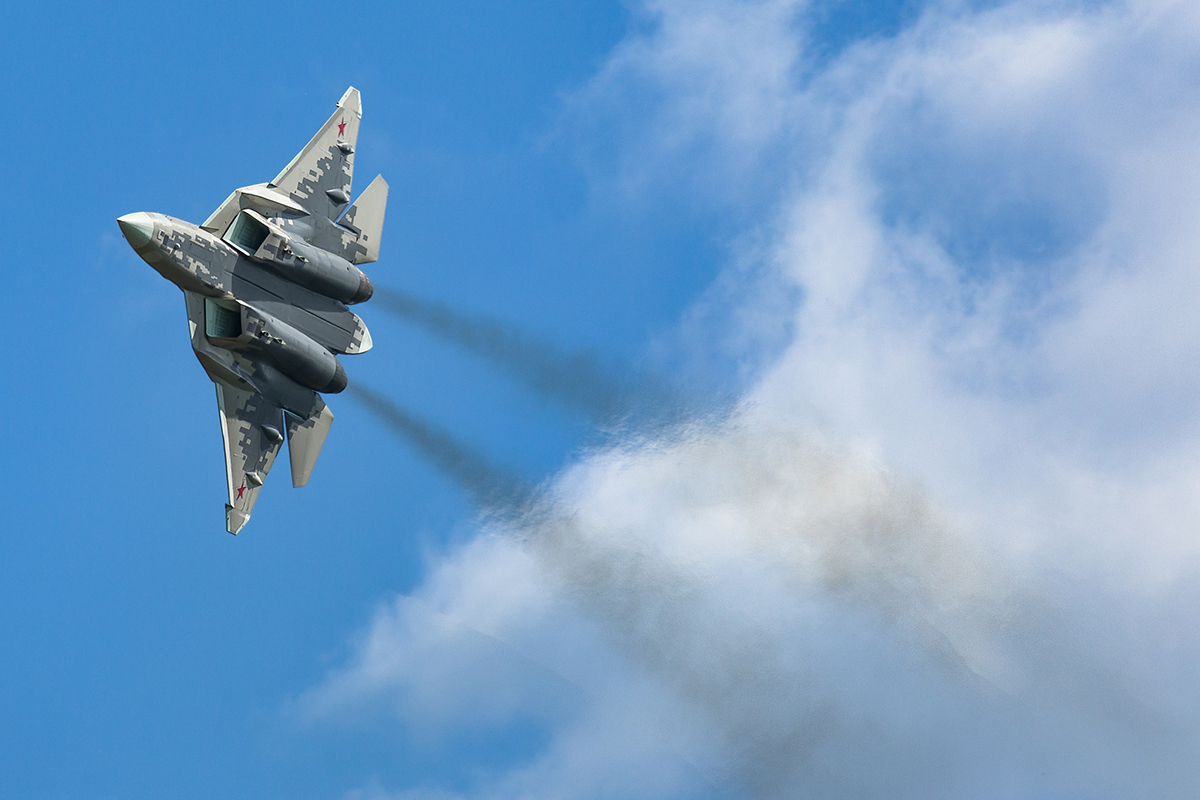
Su-57 na fóru ARMY-2020

21. února 2018 provedly dva Su-57 svůj první mezinárodní let, když byly spatřeny při přistání na ruské letecké základně Hmímím v Sýrii. Letouny byly nasazeny spolu se čtyřmi stíhačkami Suchoj Su-35, čtyřmi Suchoji Su-25 a jedním letounem Berijev A-50. O tři dny později byly hlášeny další dva Su-57, které dorazily do Sýrie. Nasazení bylo některými odborníky kritizováno jako příliš riskantní, zejména po zprávách o útocích dronů na leteckou základnu Hmímím, a také jako omezené kvůli krátkému trvání pouhých několika dní. Jelikož se nasazení překrývalo s ruským Dnem obránce vlasti, účelem mohlo být podpořit prezidentův projev o stavu země. Navíc, nasazení letadla v bojovém prostoru může posloužit ke zlepšení marketingu letadla. 1. března 2018 ruský ministr obrany Sergej Šojgu uvedl, že dva Su-57 strávily dva dny v Sýrii a úspěšně dokončily zkušební program, včetně bojových zkoušek, během nichž byly sledovány parametry práce zbraní. 25. května 2018 ministerstvo obrany odhalilo, že během nasazení v Sýrii v únoru 2018 Su-57 v boji vypálil řízenou střelu, pravděpodobně Ch-59MK2. 18. listopadu 2018 ministerstvo obrany zveřejnilo rozšířené video z letů stíhaček a oznámilo, že Su-57 během svého nasazení v Sýrii provedl 10 letů. Video však neupřesnilo, kdy se zkušební lety uskutečnily.
V prosinci 2019 náčelník ruského generálního štábu Valerij Gerasimov oznámil, že ruské ministerstvo obrany opět testovalo Su-57 v Sýrii a všechny úkoly byly úspěšně splněny.

### Vstup do služby
Dne 25. prosince 2020 ruské ministerstvo obrany oznámilo, že Su-57 vstoupil do služby po dodání prvního sériového letounu jednomu z leteckých pluků Jižního vojenského okruhu v Lipecku. Tato počáteční výrobní várka by byla použita pro vojenské hodnocení, vývoj taktiky a přeškolovací výcvik posádky. První operační jednotkou, která bude vybavena Su-57, je 23. gardový stíhací letecký pluk se sídlem v Dzyomgi ve Východním vojenském okruhu, přičemž dodávky měly začít v roce 2023; kolokace jednotky s výrobním závodem letadel KnAAZ umožňuje snadnější podporu nově zaváděných letadel. Očekávalo se, že první plně provozuschopný pluk Su-57 o 24 letadlech bude vybaven do roku 2025.

#### Ruská invaze na Ukrajinu
V květnu 2022 ruské zdroje tvrdily, že stíhačky Su-57 byly použity dva nebo tři týdny po zahájení ruské invaze na Ukrajinu k úderům na cíle raketami mimo zónu činnosti ukrajinské protivzdušné obrany, stejně jako ostatní ruská letadla, která jsou rovněž omezena především na ruský vzdušný prostor.
V červnu 2022 RIA Novosti oznámila, že čtyři Su-57 pracující v síti byly použity v roli SEAD (potlačení nepřátelské protivzdušné obrany) nad Ukrajinou k identifikaci a zničení ukrajinských systémů protivzdušné obrany. Zdroj také poznamenal, že jeho nízká radarová viditelnost byla v boji prokázána.
Dne 19. října 2022 ruský armádní generál Sergej Surovikin, tehdejší velitel všech ruských ozbrojených sil na Ukrajině, tvrdil, že Su-57 byl během války na Ukrajině použit v roli vzdušných soubojů i útoků na pozemní cíle a že zaznamenal úspěchy v obou rolích. Následně některé ruské zdroje tvrdily, že Su-57 sestřelil ukrajinský Su-27 raketou dlouhého doletu R-37.[zdroj?] Nicméně zatímco jsou některé Su-57 umístěny na leteckých základnách Lipeck a Achtubinsk pro vývoj a zkoušky, žádný pevný důkaz pro tvrzení o boji se neobjevil. Komerční satelitní snímky z konce prosince 2022 ukazují pět Su-57 rozmístěných na letecké základně Achťubinsk, asi 500 km od Ukrajiny.
18. února 2024 zahájil Su-57 doprovázený dvojicí stíhaček Su-35 raketový úder proti ukrajinským cílům pomocí řízené střely Ch-69. Letoun operoval nad Luhanskou oblastí.
V květnu 2024 ukrajinské zdroje uvedly, že Rusko zintenzivnilo používání stíhaček Su-57 k úderům na cíle na Ukrajině. Letecké údery byly údajně prováděny ze vzdušného prostoru Kurska, Brjansku a okupované Luhanské oblasti s využitím nejnovějších řízených střel Ch-69.
9. června 2024 ukrajinské hlavní zpravodajské ředitelství tvrdilo, že poškodilo nebo zničilo dvě ruské stíhačky Su-57 pomocí dronů během úderu na leteckou základnu Achťubinsk v Astrachaňské oblasti. Několik telegramových kanálů spojených s ruskou armádou potvrdilo útok a že nejméně jeden Su-57 byl poškozen šrapnely, přičemž také kritizoval nedostatek ochranných hangárů pro letoun. Další informace o zásahu přidal ruský telegramový kanál Fighterbomber a dodal, že stav letadla je v současné době zkoumán, aby se určilo, zda bude možné jej opravit či nikoli. Satelitní snímky Maxar Technologies ukázaly kráter vedle Su-57 v Achtubinsku.
5. října 2024 použil Su-57 raketu vzduch-vzduch k záměrnému sestřelení ruského bezpilotního letounu Suchoj S-70 Ochotnik-B nad Ukrajinou asi 10 mil (16 km) za ukrajinskými liniemi.
Podle listu The National Interest z listopadu 2024 se Rusko zdráhalo vyslat Su-57 do boje, ale může to považovat za nutné, protože ztráty ruských proudových letadel stále narůstají rychleji, než je lze nahradit.

## Uživatelé
Budoucí uživatelé
 Alžírsko
- Alžírské letectvo: V roce 2025 média informovala o alžírské objednávce letounů exportní verze Su-57E. Dodávky mají začít ve stejném roce. Počet objednaných letounů nebyl upřesněn.[25] Odhadován je na jednu letku s 12–14 letouny.[81]

 Rusko
- Ruské letectvo: v letech 2018 a 2019 objednalo 76 letadel, jejichž dodávky by měly být zrealizované do konce roku 2028. Dodávka prvního letadla se uskutečnila 25. prosince 2020 – stíhačka byla předána 929. státnímu letovému zkušebnímu centru v Achtubinsku, kde bude probíhat její testování. [82] V roce 2021 mělo ruské letectvo obdržet další 4 letouny Su-57, ale tyto plány byly sníženy jen na dva stroje. Ani jedno z těchto letadel nebude zatím přiřazeno k bojovým jednotkám, ale budou předány k testování letovému zkušebnímu středisku v Achtubinsku.[83]

## Nehody a incidenty
10. června 2014 byl pátý prototyp, letounT-50-5, vážně poškozen požárem motoru po přistání. Pilotovi se podařilo uniknout bez újmy. Suchoj uvedl, že letadlo bude opraveno a že požár „nebude mít vliv na načasování testovacího programu T-50“.
24. prosince 2019 během továrních zkoušek havaroval první sériově vyrobený letoun Su-57 (palubní číslo „modrá 01“) asi 110–120 km od letiště Dzjomgi v Chabarovském kraji. Předpokladá se, že důvodem nehody bylo selhání řídícího systému. Pilot se katapultoval a byl vyzvednut vrtulníkem.
I když se Ruské letectvo vyhýbalo přeletům stroje nad ukrajinským územím z důvodu obav o ztráty letounů, minimálně jeden stroj byl v průběhu ruské invaze na Ukrajinu poškozen při útoku na letištní ploše letiště Achtubinsk vzdáleném téměř tisíc kilometrů od ukrajinského území. 

## Specifikace
Zdroj: warfare.ru, pravda.ru

### Technické údaje
- Posádka: 1
- Délka: 19,8 m
- Rozpětí: 14 m
- Výška: 6,05 m
- Nosná plocha: 78,8 m²
- Hmotnost prázdného letounu: 18 500 kg
- Vzletová hmotnost: 26 000 kg
- Maximální vzletová hmotnost: 37 000 kg
- Užitečná zátěž 7 500 kg
- Pohonná jednotka: 2 × dvouproudový motor AL-41F1, každý o tahu 98 ot 147 kN (prototypy) (изд. 30) 108 ot 176 kN (finální verze)
- Zásoba paliva: 10 300 kg

### Výkony
- Maximální rychlost: Mach 2+, 2 100–2 600 km/h[94][96]
- Cestovní rychlost: 1 300–1 800 km/h
- Přeletový dolet: 5 500 km
- Dostup: 20 000 m
- Stoupavost: 350 m/s
- Plošné zatížení: 330–470 kg/m²
- Tah / hmotnost: 1,19

### Výzbroj
- Kanóny: 1× 30mm kanon GŠ-30-1
- Vzduch-vzduch:
  - 4× K-77M nebo 4× izdělije 810
  - 2× K-74M2 nebo 2× izdělije 300

- Vzduch-země:
  - 4× Ch-38M nebo 4× Ch-58UŠKE nebo 8× KAB-250 nebo 4× KAB-500

- Vzduch-moře:
  - 4× Ch-35

- Závěsy: Šest externích závěsů.
  - Ch-31
  - R-73
  - R-77

## V populární kultuře
Su-57 se objevil ve filmu Top Gun: Maverick z roku 2022 jako letoun nejmenovaného nepřátelského národa. Su-57 je letadlo v letecké bojové videohře Ace Combat 7.

#### Srovnatelné letouny
- Chengdu J-20
- F-22 Raptor
- YF-23 Black Widow II
- Lockheed Martin F-35 Lightning II
- Mikojan LMFS
- Mikojan LMF